# Dassault Étendard IV
Dassault Étendard IV je bilo enomotorni nadzvočni palubni lovec, ki so ga razvili pri francoskem Dassault Aviation v 1950ih. V uporabo je vstopil leta 1962, edini uporabnik je bila Francoska mornarica. Na podlagi tega lovca so razvili bolj sposobnega Dassault-Breguet Super Étendard. 

## Specifikacije (Dassault Étendard IVM)
Splošne karakteristike
- Posadka: 1
- Dolžina: 14,40 m (47 ft 3 in)
- Razpon kril: 9,60 m (31 ft 6 in)
- Višina: 3,79 m (12 ft 6 in)
- Površina kril: 29 m² (312 ft²)
- Teža praznega letala: 5900 kg (13000 lb)
- Naložena teža: 8170 kg (18010 lb)
- Maks. vzletna teža: 10200 kg (22500 lb)
- Pogon letala: 1 × SNECMA Atar 8B turboreaktivni motor, 43,16 kN (9703 lbf)

 Zmogljivost 
- Maks. hitrost: 1099 km/h (593 vozlov, 683 mph)
- Doseg: 3300 km (1800 nmi, 2100 milj)
- Višina leta: 15500 m (50900 ft)
- Hitrost vzpenjanja: 100 m/s (19700 ft/min)
- Obremenitev kril: 282 kg/m² (57 lb/ft²)
- Razmerje potisk/teža: 0,54

Oborožitev

- Strelno orožje: 2 × 30 mm DEFA 552 topova, vsak s 150 naboji
- Rakete: 2 × izstreljevalci raket Matra, vsak s 18× SNEB 68 mm raketami
- Bombe: Do 1360 kg bojnega tovora na štirih nosilcih